# 奈良硫酸事件
奈良硫酸事件（ならりゅうさんじけん）とは、1954年に被差別部落出身の女性が起こした傷害事件。当時、非常に猟奇的な事件としてマスコミに取り上げられ、「愛人に硫酸かけ無理心中図る」「第二のお定事件」などと報じられた。

## 概要
1950年、大阪府南河内郡道明寺町の被差別部落出身の女性Mは大阪相愛女専（現・相愛大学）を1950年に卒業して大阪府柏原中学に赴任し、職場で部落外出身の理科教諭F（男性）と知り合った。二人は恋仲となり、1951年春には結婚を約束する仲となった。
1951年夏にMはみずからが部落出身であることを告げたが、Fは「そんなことは問題ではない。愛情に国境はない。親が反対するなら家出してでも結婚する」と答え、二人は肉体関係をもった。その結果Mは妊娠したが、Fはまだ生活力がないとの理由で人工流産させた。
1953年4月にFは田原本中学に転勤した。やがて二人の仲はFの父親の知るところとなり、Fは父親の差し金で同年10月には耳成小学校の教諭と結婚した。
しかしFはみずからが結婚したことをMに告げることなく肉体関係を持ち続けた。Mはふたたび身ごもり、妊娠3ヶ月目、1954年3月6日にFの家を訪れ、Fがすでに別の女性と結婚していることを初めて知った。
Mはひそかに濃硫酸入りの小瓶を用意したうえで、Fに話し合いを提案した。最悪の場合は、Fの肉体に思いを残すか、自分で飲んで死ぬ。話がつけば小瓶は捨てるつもりであった。
翌3月7日午後8時すぎに二人は話し合ったが、Fの態度は否定的だった。
午後8時50分ごろ、奈良県磯城郡耳成村（現・橿原市）上品寺の麦畑で、MはFの下腹部や大腿部一帯に濃硫酸をぶちまけた。
奈良県議会は、部落出身の西口紋太郎県議の緊急動議で事件の背景の調査に乗り出した。部落民も奈良県と大阪府の合同で硫酸事件共闘委員会を結成し、県に請願書を出した。
結果としてMは不起訴処分となった。その後、部落解放団体の抗議運動によりMは復職が認められた。